# Dalpe
Dalpe is een gemeente en plaats in het Zwitserse kanton Ticino, en maakt deel uit van het district Leventina.
Dalpe telt 165 inwoners.